# Géographie du Cameroun
Le Cameroun est un pays d'Afrique centrale. Il est cependant très étendu en latitude : riverain du bassin du Congo au sud, il atteint au nord les rives sahéliennes du Lac Tchad. Bordé par l'océan Atlantique, le pays est dominé par l'un des massifs montagneux les plus hauts d'Afrique. L'ensemble constitue une très grande variété de domaines bio-géographiques, si bien qu'on a pu parler d'une Afrique en miniature. Cette comparaison peut être poursuivie dans le domaine démographique : alors que l'ouest et le nord se rattachent aux hautes densités des pays du Golfe de Guinée, le sud et l'est connaissent les plus faibles densités de l'Afrique centrale.

## Situation géographique
Le Cameroun est un pays du golfe de Guinée, sur la façade occidentale de l'Afrique. Il possède 590 km de côtes, très découpées, le long de l'océan Atlantique. Très étendu en latitude (1 200 km du nord au sud), le pays a schématiquement la forme d'un triangle de 475 650 km2 de superficie. Il couvre 11 degrés de latitude au nord de l'équateur, de sa base qui longe 1°38 de latitude nord, à son sommet, riverain du lac Tchad, qui atteint 13°05 de latitude nord.
Ce triangle est délimité par :
- le Nigeria à l'ouest et au nord-ouest sur 1 720 km,
- l'océan Atlantique au sud-ouest,
- la Guinée équatoriale (183 km) et le Gabon (298 km) au sud,
- le Congo au sud-est (520 km),
- la République centrafricaine à l'est (822 km),
- et le Tchad à l'est et au nord-est (1 122 km)[4].

## Relief et montagnes

Relief du cameroun

Le relief camerounais peut être schématiquement divisé en quatre grands ensembles, organisés autour de la dorsale camerounaise, ensemble de hauts sommets disposés en ligne, et courant d'est en ouest, qui culminent au Mont Cameroun, au bord de l'océan Atlantique.
- Les basses terres du Nord sont globalement divisées en deux par les retombées des Monts Mandara : les plaines inondables des Yayrès et la plaine du Diamaré rejoignent les plaines du Tchad, tandis que plus au sud, la Cuvette de la Bénoué s'encaisse entre des plateaux et des massifs granitiques ou volcaniques.
- La dorsale proprement dite s'organise du nord au sud :

- - les Monts Mandara, au nord, culminent au Cameroun à 1 442 m ; reliefs à forte pente constitués d'inselbergs et de culots de lave ;

- - le plateau de l'Adamaoua est un vaste bloc de socle soulevé ponctué de petits volcans. Organisé en gradins de 900 à 1 500 m d'altitude, il domine la cuvette de la Bénoué de façon abrupte (« falaise » de Ngaoundéré) mais descend graduellement au sud vers le plateau sud-camerounais ; le plateau est entouré à l'ouest et au nord de hauts reliefs (Monts Mambila, culminant à 2 460 m au Tchabal Mbabo, Monts de Poli) ;

- - Les hauts plateaux de l'Ouest constituent un ensemble de plateaux étagés et de hauts reliefs volcaniques. Trois plateaux principaux : le plateau bamiléké (1 400-1 800 m), le plateau bamoun (1 100-1 200 m) et les Grassfields (1 500-2 000 m), sont séparés par de grands escarpements. Une série de hauts reliefs volcaniques : Mont Oku (3 008 m), Mont Bamboutos (2 740 m), Mont Manengouba (2 396 m) culmine et prend fin sur la côte atlantique avec le Mont Cameroun (4 095 m).

- Le plateau sud-camerounais, d'une altitude comprise entre 650 m et 900 m, couvre environ le tiers de la superficie du pays de l'est au sud, encadrant une étroite plaine littorale. Relief monotone ponctué de quelques rares inselbergs autour de Yaoundé, il s'incline faiblement en direction de la cuvette congolaise.

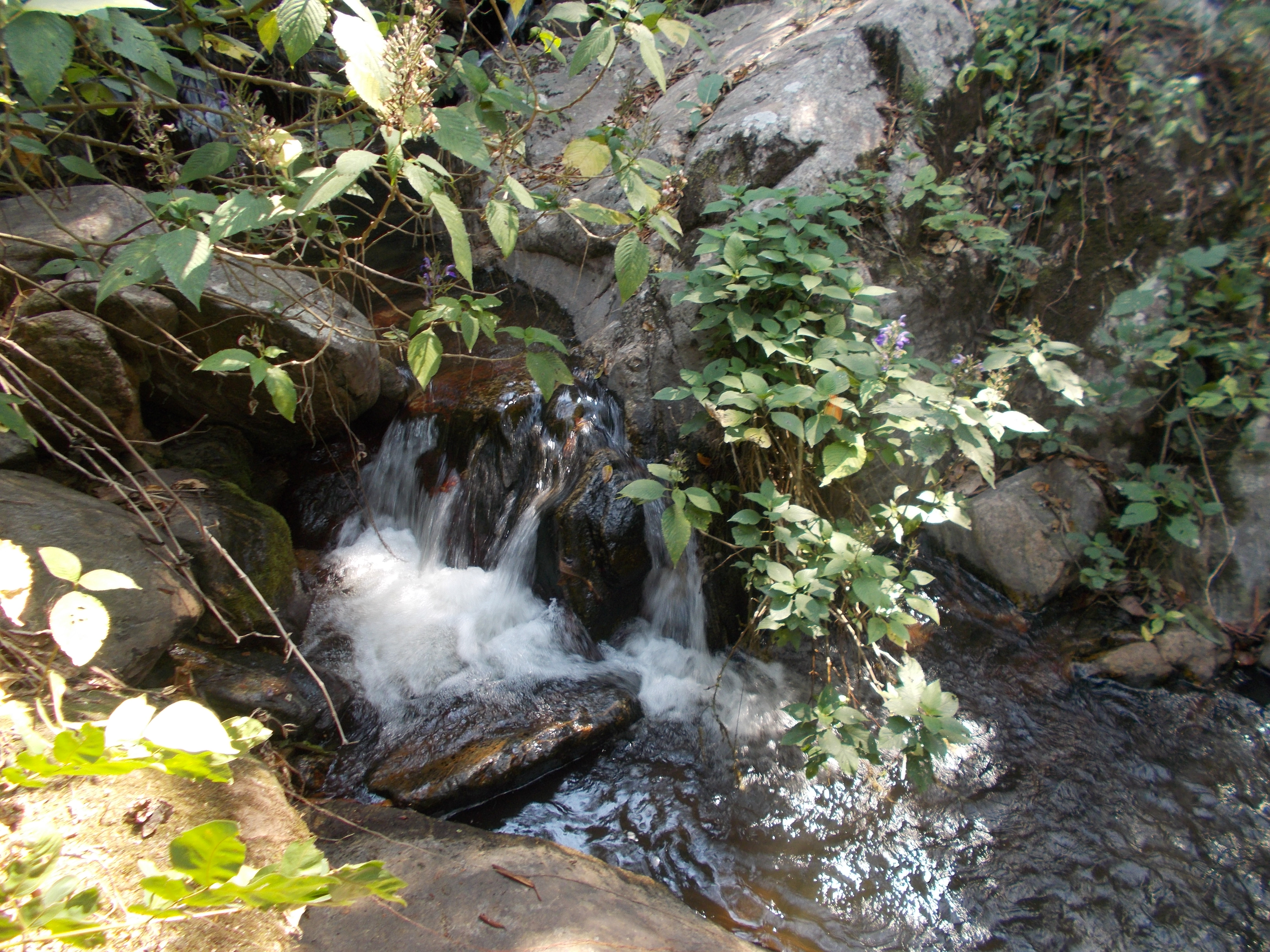
Mont Mambila

- Mont MambilaLes plaines côtières, d'une profondeur maximale de 360 km ; elles s'étendent le long de la frontière nigériane au nord-ouest (cuvette de Mamfé), se rétrécissent aux abords du Mont Cameroun, s'évasent dans le bassin sédimentaire de Douala et se prolongent en un mince cordon jusqu'à la frontière de la Guinée équatoriale.

## Climat
Le Cameroun est séparé en deux grands domaines climatiques : le domaine équatorial et subéquatorial, au sud, et les domaines tropicaux au nord.

### Le domaine équatorial

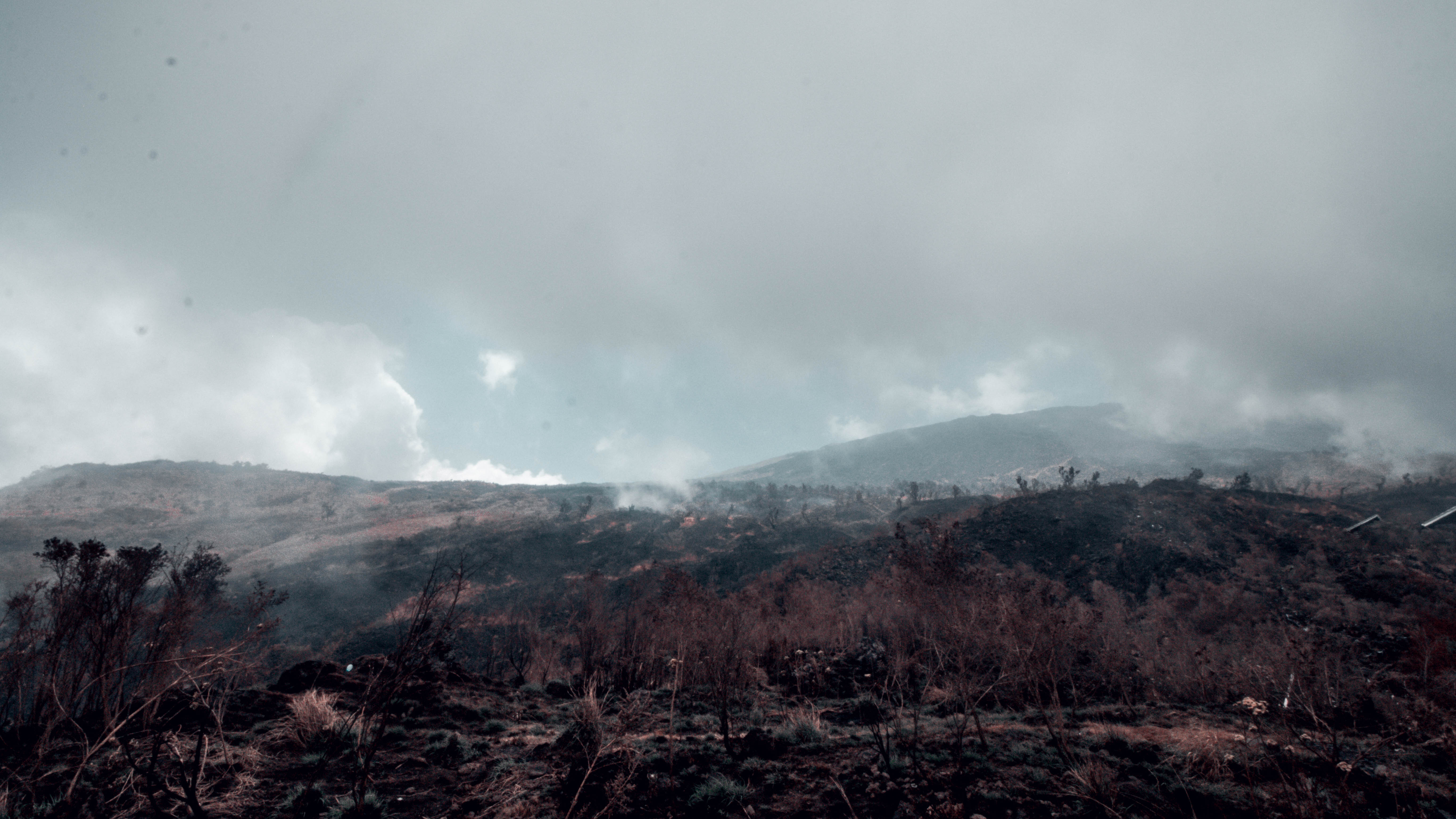
Le mont Cameroun dans la brume (mars 2020).

Il est caractérisé par des précipitations abondantes (plus de 1 000 mm de précipitations par an) et surtout par l'absence de saison sèche : on parle ici de « saisons sèches » pour les périodes où il pleut moins (décembre-janvier, puis juillet-août, avec des variantes locales). L'atmosphère est humide toute l'année : l'humidité relative est constamment proche du point de saturation et l'insolation est réduite (moins de 2 000 h/an). La température varie peu (entre 25 et 35 °C) ; l'amplitude thermique, diurne comme annuelle, est faible.
Ce climat comporte de nombreuses nuances, classées différemment suivant les études, mais qui toutes sont fonction du relief et de la proximité de la côte atlantique. La plaine côtière autour de Douala connaît un climat dit « hyperhumide » avec absence totale de saison sèche. Douala est régulièrement sous inondations en saison des pluies. Au pied du mont Cameroun, les précipitations connaissent des records : plus de 7 500 mm annuels à Limbé. Le climat équatorial des hautes terres de l'Ouest est à « faciès montagnard » (le relief crée de fortes variations pluviométriques et abaisse les températures). Les plateaux sud-camerounais et le sud de la plaine côtière connaissent le climat dit de type guinéen qui caractérise la forêt du bassin du Congo.

### Le domaine tropical
Du sud au nord, en fonction de la latitude avec des modulations dues au relief, le climat tropical est de trois types très différents : la pluviométrie s'abaisse, la durée de la saison sèche augmente, de même que l'amplitude thermique diurne et annuelle :
- un climat tropical humide d'altitude, autour du massif de l'Adamaoua : la pluviométrie est abondante : de l'ordre de 1 500 mm par an mais la saison sèche est marquée (d'octobre à janvier à Ngaoundéré) et la température est modérée toute l'année (aux alentours de 20 °C) ;
- un climat tropical soudanien, autour de la cuvette de la Bénoué : les températures sont élevées ; les pluies restent abondantes (1 300 mm annuels à Garoua) mais la saison sèche s'allonge (6 mois dans la même station). Les précipitations se font beaucoup plus irrégulières (tornades violentes et brèves, effets des vents desséchants comme l'harmattan) ;
- un climat tropical soudano-sahélien au nord : les températures sont élevées mais avec une grande irrégularité des pluies ; la saison sèche (8 mois à Maroua) est supérieure à la saison des pluies.

## Hydrographie

### Bassins versants et fleuves

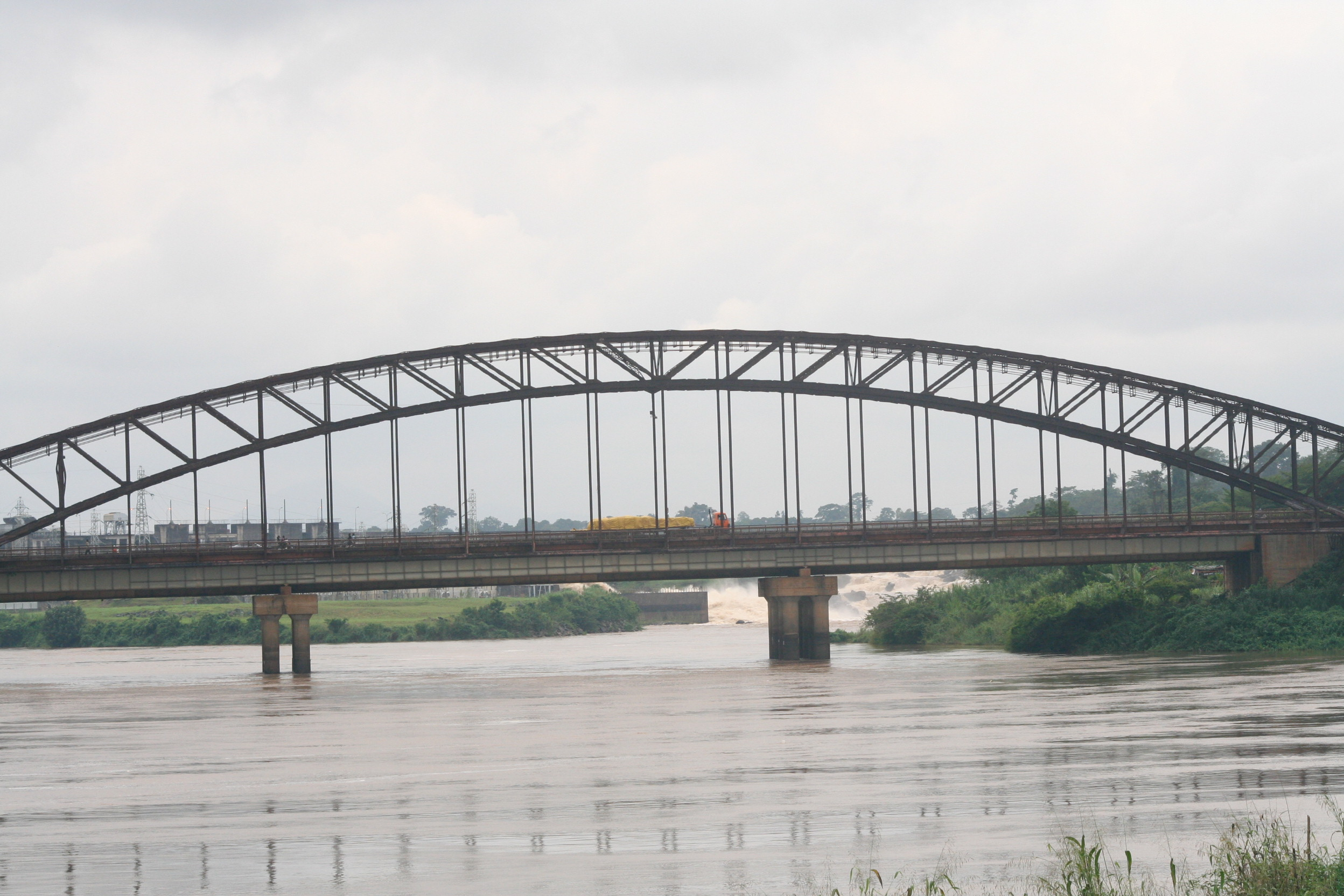
Pont à Édéa.

- le bassin de l’Atlantique: le Wouri, le Nkam, le Noun, la Sanaga, le Nyong, la Kellé;
- le bassin du Congo : le Bok, le Lobo, le Sangha, le Dja ;
- le bassin du Niger : le Mayo Kébi, la Bénoué, le Faro ;
- le bassin du Tchad : le Logone, la Vina, le Chari.

La Sanaga est le plus long fleuve du Cameroun (918 km).

### Principaux cours d'eau

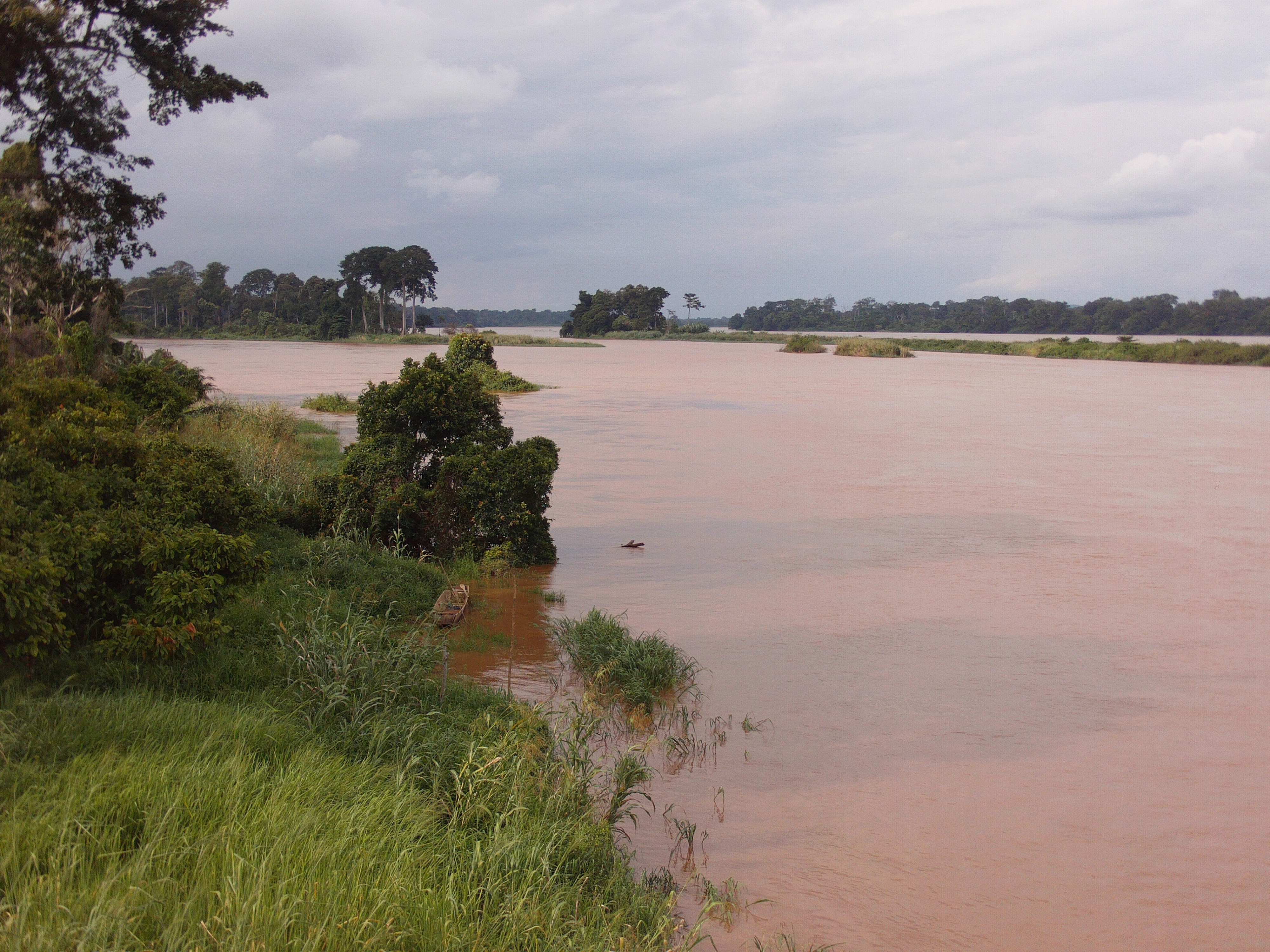
La Sanaga

(en gras : les fleuves = cours d'eau qui se jettent dans l'océan )
- Bénoué
- Boumba
- Chari
- Dibamba
- Dja
- Kadey
- Kellé
- Kienké
- Lobé
- Logone
- Lokoundjé
- Lom
- Makombé
- Mbam
- Mbéré
- Mefou
- Moungo
- Ndé
- Ngoko
- Nkam
- Noun
- Ntem
- Nyong
- Sanaga
- Sangha
- So'o
- Vina
- Wouri

### Lacs
- les lacs de cratères : Lac Oku, Lac Tison, Lac Bini, Lac Barombi Mbo, Lac Nyos ;
- les lacs de subsistance : Lac Ossa, Lac Dissoni, Lac Ejagal ;
- les lacs de cuvette : Lac Tchad, Lac Fianga ;
- les lacs artificiels : Lac Bamendjing sur le Noun, Lac Mbakaou sur le Djerem.

### Les chutes d'eau

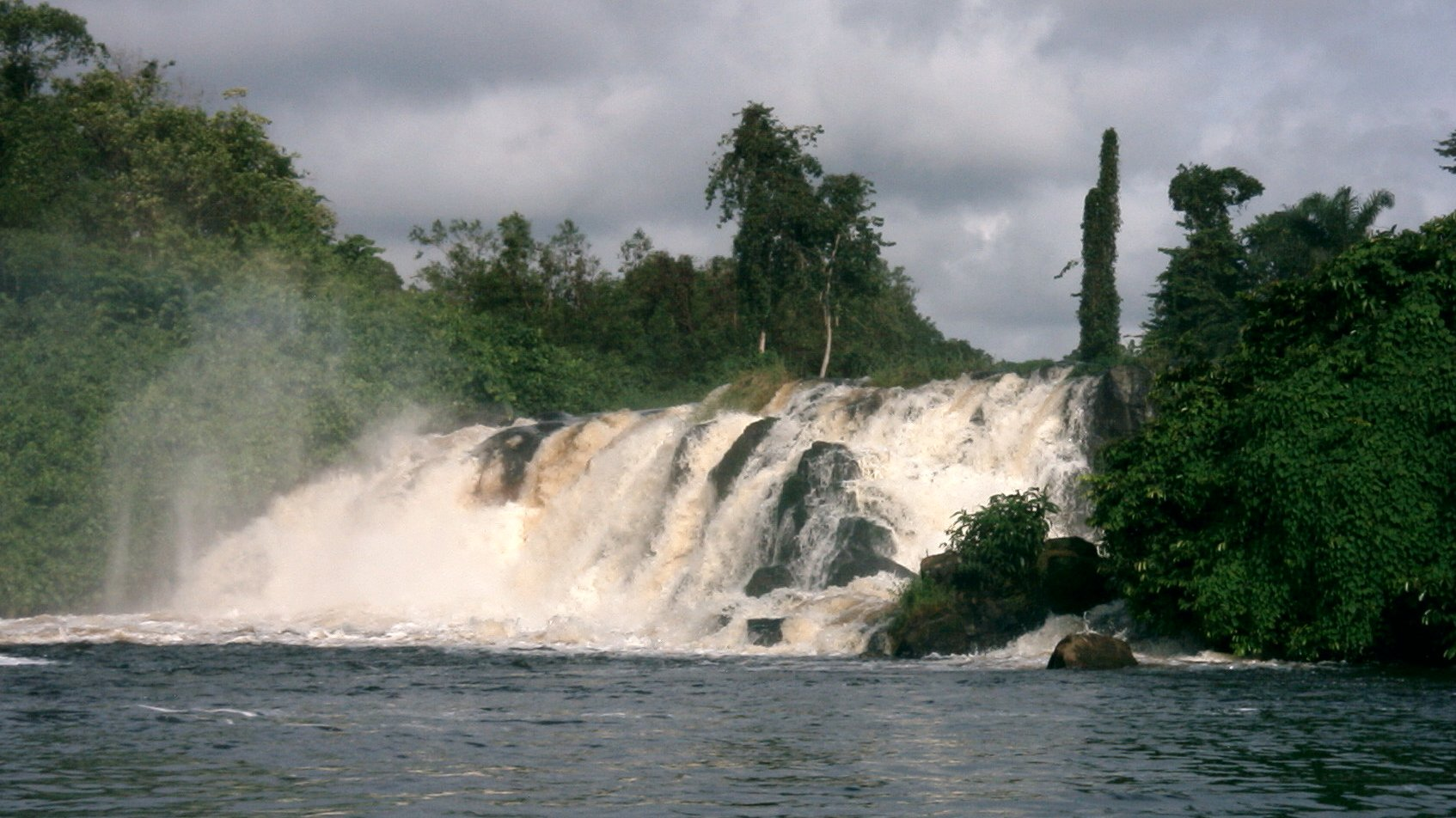
Chutes de la Lobé, Cameroun

- Chutes de Bamena
- Chutes de la Lobé
- Chutes de la Moakeu
- Chutes d'Ekom
- Chutes de la Métché
- Chutes de Mamy Wata
- Chutes de Bamesingue

### Bilan hydrique du pays
Les précipitations tombant sur le pays sont assez abondantes en moyenne ; elles alimentent des cours d'eau souvent puissants.
D'après Aquastat, la hauteur d'eau annuelle moyenne des précipitations est de 1 604 millimètres, soit pour une superficie de 475 440 kilomètres carrés, un volume de précipitations annuelles de 762,61 kilomètres cubes (en France métropolitaine : 477,99 km3).
De ce volume de précipitations, l'évapotranspiration et les infiltrations consomment quelque 494,61 km3. Restent 268 km3 de ressources d'eau superficielle produites sur le territoire du pays (en interne). De plus une quantité renouvelable de 5 km3 d'eau souterraine est produite chaque année, en interne également. Soit au total un volume de 273 km3 d'eau produit en interne.
Le pays reçoit en outre un supplément d'eau provenant de pays voisins, à savoir 4 km3 venant de la république du Tchad représentant le débit d'affluents de la Bénoué (Mayo Kébi), et 8,5 km3 venant également du Tchad et constituant la moitié du débit du Logone (17 km3), rivière frontière. Ce qui fait un total de 12,5 km3 de provenance externe.
Les ressources en eau du pays se montent donc au total à 285,5 kilomètres cubes (c'est-à-dire 285,5 milliards de m3). Pour une population de quelque 18 millions de personnes, la quantité annuelle d'eau disponible par habitant et par an se monte donc à plus ou moins 15 800 mètres cubes, ce qui est très élevé.
Il faut ajouter qu'une partie du volume d'eau produit dans le pays et se montant à 40 km3 annuellement quitte le territoire, et ce à destination des pays suivants :
- vers le Nigeria : 29 km3 (la Bénoué et ses tributaires) ;
- vers le Tchad : 4,7 km3 (le Logone) ;
- vers la République du Congo : 6,3 km3 (la Sangha et ses affluents tels que le Dja).

## Faune et flore

### Parcs nationaux
Un parc national est une aire destinée à la récréation du public, dans laquelle la chasse, l'abattage ou la capture d'un animal, la destruction ou la collecte de la flore sont interdits, sauf sous la direction ou le contrôle des autorités du parc. Le Cameroun possède 13 parc nationaux et réserves analogues.

## Formations végétales
Le Cameroun dispose du deuxième massif forestier d'Afrique après la RDC. Soit environ 22,5 millions d'hectares. C’est le 5e rang africain du point de vue de la diversité biologique.

## Géographie humaine

### Armature urbaine
- Yaoundé, la capitale
- Douala, la capitale économique
- Garoua - Nord
- Maroua - Extrême-nord
- Bamenda
- Sangmelima
- Bafoussam
- Ngaoundéré
- Bertoua
- Mbalmayo
- Nkongsamba
- Ebolowa
- Edéa
- Eséka
- Buéa
- Kribi
- Limbé
- Dschang
- Mbaok